# Tom Grambusch
Tom Grambusch, född den 4 augusti 1995 i Mönchengladbach, är en tysk landhockeyspelare.

## Karriär
Tom Grambusch ingick i det tyska landhockeylaget som tog brons vid OS 2016 och silver vid OS 2024.